# Adam Pýcha
Adam Pýcha (* 8. října 1990 Mladá Boleslav) je český spisovatel, manažer a marketér v oblasti knižního a nakladatelského trhu.
V roce 2010 založil hudební open air festival Bradlec fest. V letech 2013 až 2015 byl společníkem firmy zaměřené na online marketing. Od roku 2017 zastává pozici CMO a e-commerce ředitele ve společnosti Knihy Dobrovský.
Je zakladatelem čtenářské komunity Knižní Závisláci. Přednáší o podnikání, budování komunit a knižním trhu na odborných konferencích. O knihách hovoří v pořadu ArtZóna na České televizi. O knižním trhu a spisovatelské profesi natáčí na svůj YouTube kanál.

## Studium
V letech 2010 až 2013 studoval na Filozofické fakultě Univerzity Palackého v Olomouci obor Evropská studia a mezinárodní vztahy. Jeho závěrečná práce se věnovala Aplikaci předpokladů teorie voleb druhého řádu na krajské volby v Libereckém kraji.

## Dílo

### Publikace
V roce 2021 vydal debutový sci-fi román Druhá šance. V roce 2022 pak sbírku poezie a krátkých textů s názvem Držet břitvu na tepu doby.
- Druhá šance, Praha: Dobrovský, 2021, ISBN 978-80-277-0279-4[29][30]
- Držet břitvu na tepu doby, Praha: Dobrovský, 2022, ISBN 978-80-277-1250-2[31][32]
- Všechny tváře smrti, Praha: Dobrovský, 2025, ISBN 978-80-277-6205-7[33]

### Povídky
- V odstavném pruhu, Elektronicky: Fobos, 2019[34]
- Desatero, Elektronicky: Fobos, 2020[35]
- Víš, tak to prostě musí být, Elektronicky: Fobos, 2022[36]
- Doporučeno k vydání, Elektronicky: Fobos, 2024[37]

## Odborná a profesní ocenění
- Lemur 2025 - Česká cena za PR - 3. místo - projekt Festival Knižních závisláků[38]
- Fenix Awards - Nejlepší CMS - 2. místo - Dobrá záložka od KNIHY DOBROVSKÝ[39]
- LEMUR 2024 - Česká cena za PR - 1. a 3. místo - projekt Rozdáváme letní čtení[40]
- Nominace na Osobnost českého digitálu 2023 - WebTop100
- LEMUR 2023 - Česká cena za PR - Shortlist - projekt Znamenitá mrtvola[41]
- LEMUR 2023 - Česká cena za PR - Shortlist - projekt Mailingová komunikace, kterou svět neviděl[42]
- Křišťálová lupa 2022 - Marketingová inspirace - Finalista[43]
- LEMUR 2022 - Česká cena za PR - 2. místo - projekt Závislácký velvyslanec[44]
- LEMUR 2021 - Česká cena za PR - 1. místo - projekt Knihy ožívají[45]
- LEMUR 2020 - Česká cena za PR - 1. místo - projekt Knižní Závisláci[46]
- Křišťálová Lupa 2020 - Marketingová inspirace - Finalista[47]

## Podcasty
V letech 2019 až 2020 natáčel podcast o popkultuře s názvem Podcast jehož jméno nesmíte vyslovit. V roce 2023 natáčel podcast Rozhled na... A od roku 2025 tvoří podcast o knihách a literatuře s názvem S Adamem o knihách.